# Мусса, Мотац
Мотазз Мусса (род. 1967) — суданский политик, занимавший пост премьер-министра Судана с сентября 2018 года до своей отставки в феврале 2019 года. До своего назначения на этот пост он занимал пост министра ирригации и электричества.

## Премьер-министр Судана
Он был назначен на этот пост президентом страны Омаром аль-Баширом, заменив Бакри Хасана Салеха после роспуска правительства. Распад правительства был вызван недавней нехваткой хлеба, топлива и твердой валюты. В феврале 2019 года президент Башир распустил правительство Муссы после протестов против его правления.